# صاجات

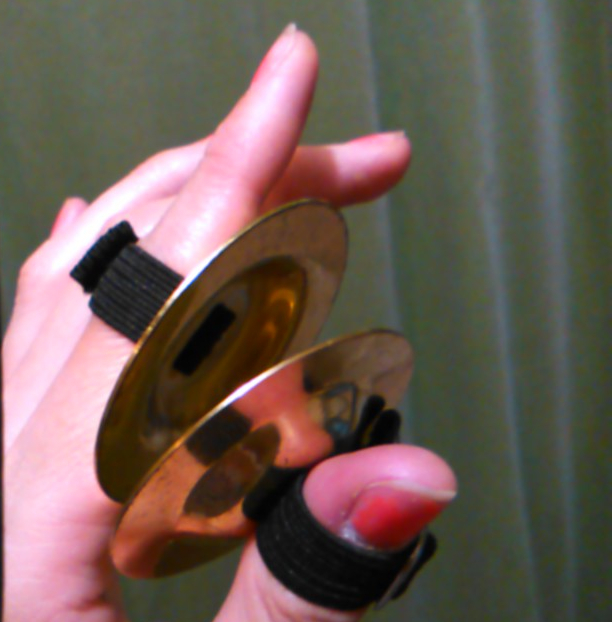

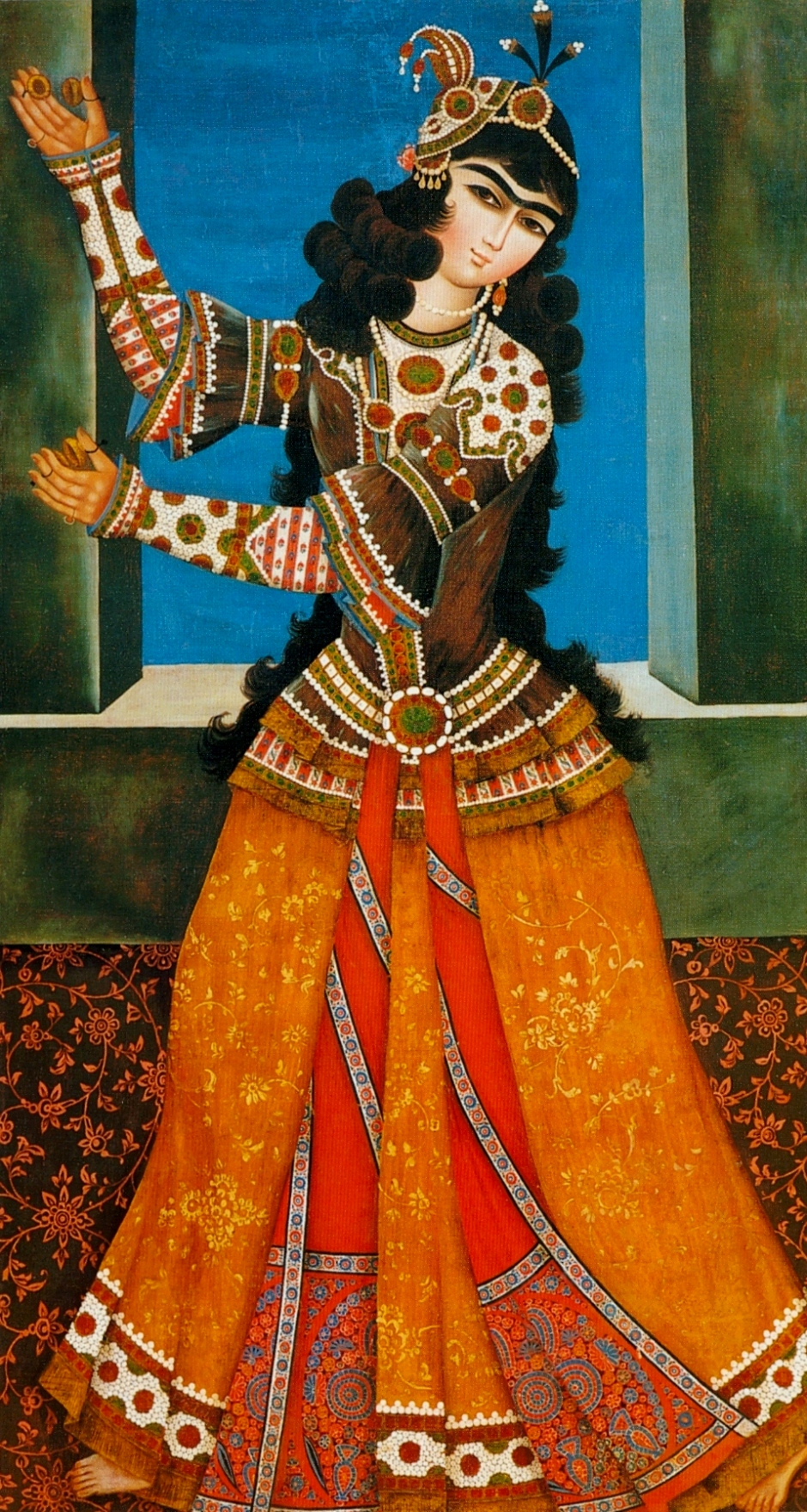

الصاجات أو الصَحْنَان هي آلة موسيقية قديمة مصنوعة من النحاس ولديها عدة أحجام لعدة مناسبات وهي :
1. الحجم الصغير قطره من 3 – 6 سم : تستعملها لراقصات بحيث تقبض على زوج منها في كل يد ( بين الأصبعين الوسطى والإبهام مثبتة بواسطة رباط من وسطها ).[2][3]
2. الحجم المتوسط قطره 15 سم ؛ ويستخدمها الباعة «كباعة العرقسوس».
3. الطورة ويستخدمها الجماعات الصوفية في حلقات الذكر والاحتفالات الدينية.

## روابط خارجية
- نسخة محفوظة 7 يوليو 2011 على موقع واي باك مشين. Saroyan zills has mp3 sound samples of their zills